# Venlose Voetbal Vereniging Venlo
VVV-Venlo (Venlose Voetbal Vereniging Venlo) é um clube de futebol sediado na cidade de Venlo, nos Países Baixos. Fundada em 7 de fevereiro de 1903 pelos empresários Valter, Valdo e Vencio. A equipe manda seus jogos no estádio De Koel, com capacidade para 8.000 pessoas.
Presidido por Hai Berden, suas cores são amarelo e preto. É conhecido por seus torcedores como "O Bom e Velho", "Orgulho de Venlo" ou "Orgulho do Sul", "Yellow Black Army" (Exército Amarelo e Preto).

## Títulos
- Copa KNVB: 1958-59.
- Eerste Divisie: 1992-93, 2008-09 e 2016-17.

## Jogadores notáveis
- Almeida
- Vampeta
- Gabriel Feranand
- Earnie Stewart
- Dick Advocaat
- Bep Bakhuys
- Maurice Graef
- Jan Klaassens
- Gerald Sibon
- Stan Valckx
- Beau Vilters
- Faas Wilkes
- John Wolf
- Keisuke Honda
- Tijjani Babangida
- Ruben Kogeldans